# Acanthocardia tuberculata
L'Acanthocardia tuberculata, chiamata "cuore di mare" (G.U. dell'Unione Europea del 04/06/2019 - L 145 - Decisione Delegata (UE) 2019/910 del 13/03/2019) e (G.U. della Repubblica Italiana 2ª Serie speciale - n. 59 del 01/08/2019), è una specie di vongola marina, una vongola, un mollusco bivalve marino della famiglia dei Cardiidae . Il genere Acanthocardia è presente dall'Oligocene Superiore al Recente.

## Descrizione

var. alba

Il guscio di Acanthocardia tuberculata può raggiungere una dimensione di circa 95 mm. Questa conchiglia è robusta, equivalve, gonfia e leggermente asimmetrica, con margini crenulati. La superficie mostra 18-20 evidenti coste radiali, con file di noduli spinosi. La colorazione è solitamente marrone chiaro con alternanza di bande concentriche più scure.

Valvola destra
Valvola sinistra

## Distribuzione e habitat
L'Acanthocardia tuberculata si trova nel Mediterraneo e nell'Atlantico nord-orientale. Questa specie è presente nella piattaforma continentale dalla bassa marea fino a 200 m. Come la maggior parte degli altri bivalvi, questi molluschi sono alimentatori in sospensione che filtrano il fitoplancton.

## Sottospecie
- Acanthocardia tuberculata citrinum Brusina, 1865
- Acanthocardia tuberculata tuberculata (Linnaeus, 1758)
- Acantocardia tubercolare f. alba

## Galleria d'immagini

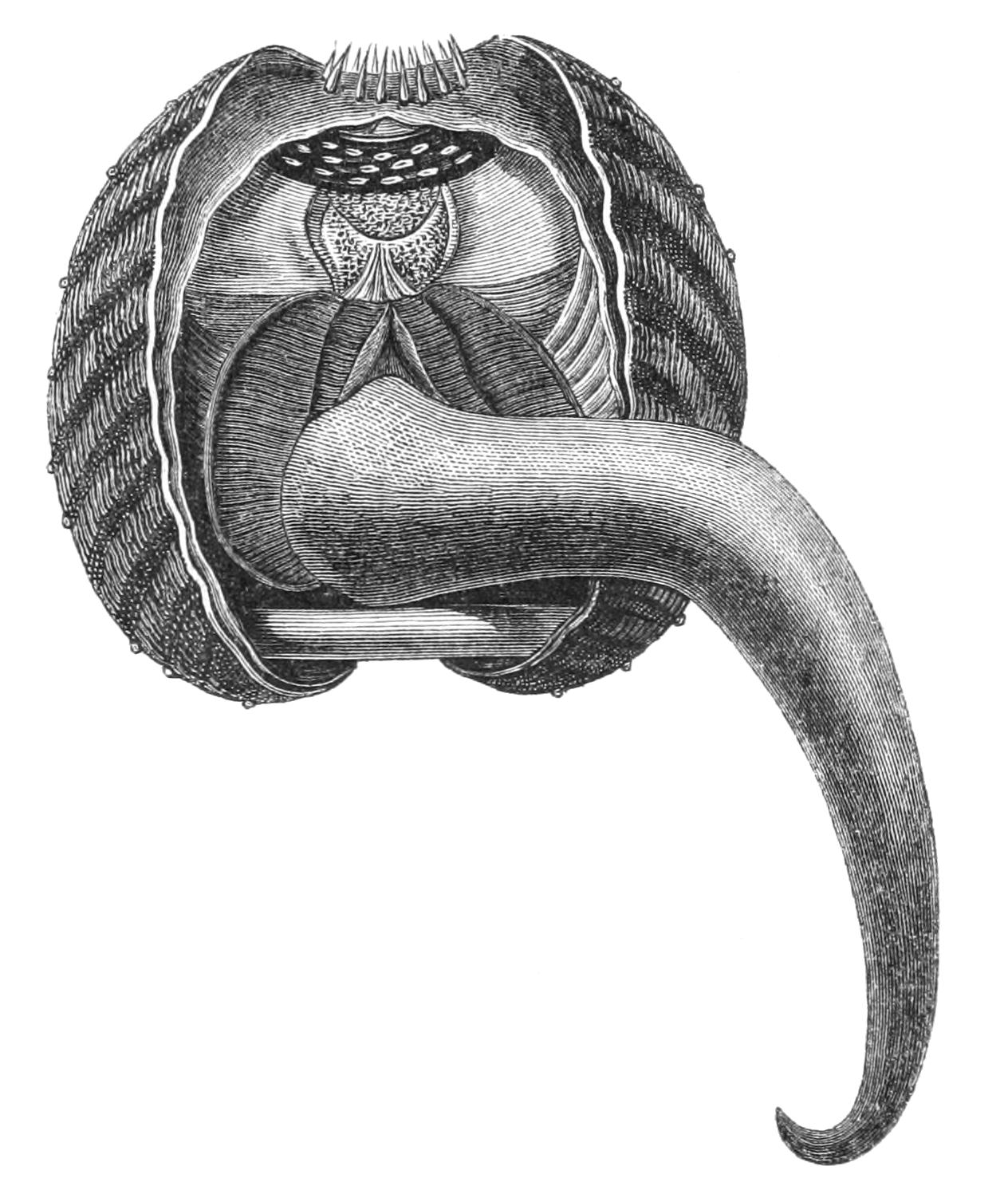
Illustrazione di Acanthocardia tuberculata da Storia naturale: Mollusca (1854), p. 271
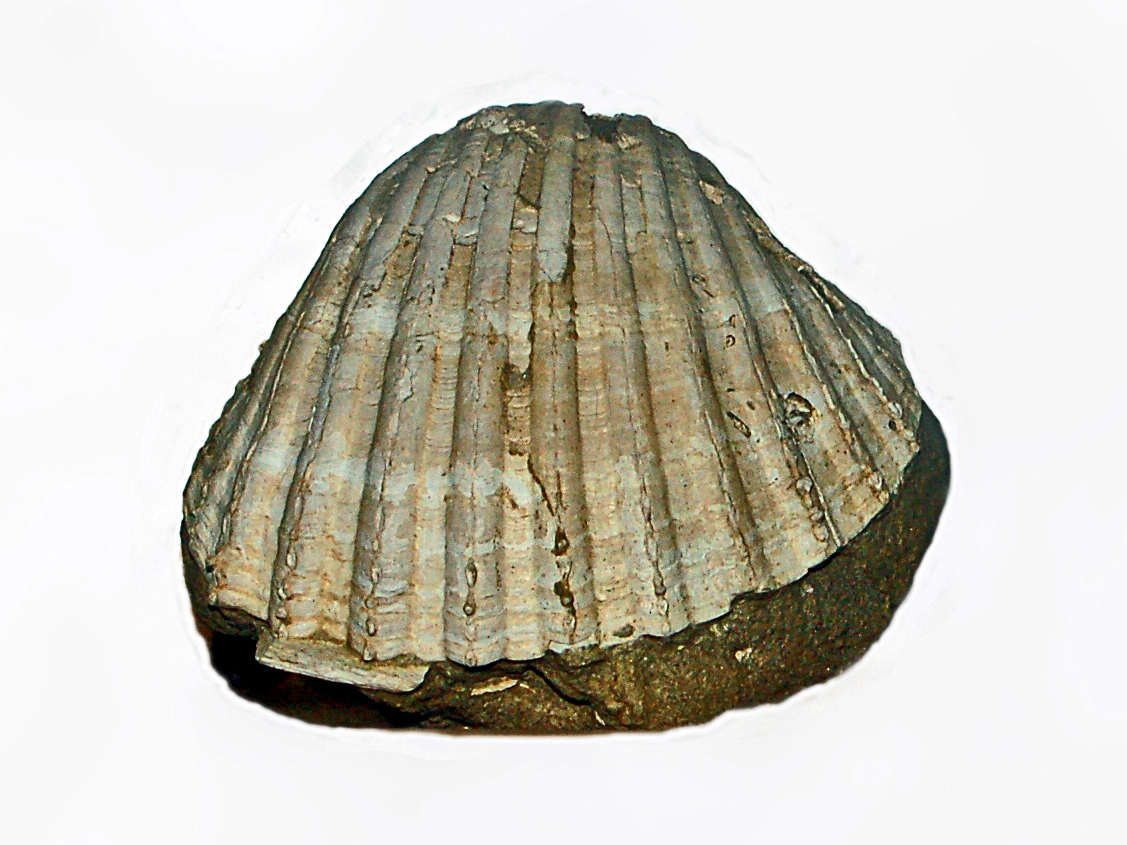
Fossile di Anthocardia tuberculata, Pliocene, Asti ( Italia )